# Phyllachora ehrenbergii
Phyllachora ehrenbergii är en svampart som beskrevs av Reichert 1921. Phyllachora ehrenbergii ingår i släktet Phyllachora och familjen Phyllachoraceae.   Inga underarter finns listade i Catalogue of Life.